# Spilopastes
Spilopastes é um gênero de traça pertencente à família Brachodidae.